# Ammon (Familienname)
Ammon ist ein deutscher Familienname.

## Herkunft und Bedeutung
Ammon ist ein Berufsname und bezieht sich auf den Ammann. Gelegentlich findet sich auch die Schreibweise Amonn.

## Namensträger
- Adolf Ammon (1874–1958), deutscher Industrieller
- Andrea Ammon (* 1958), deutsche Medizinerin
- Andreas Gottfried Ammon (1635–1686), deutscher evangelischer Theologe und Pädagoge
- August von Ammon (1799–1861), deutscher Mediziner, siehe Friedrich August von Ammon
- August Wilhelm Ammon (1812–1895), deutscher Maler
- Carl von Ammon (1878–1946), deutscher Generalmajor
- Charles Ammon, 1. Baron Ammon (1873–1960), britischer Politiker
- Christoph Ammon (1766–1850), deutscher protestantischer Theologe
- Christoph Heinrich von Ammon (1713–1783), preußischer Jurist und Diplomat
- Daniel Ammon (1874–1941), deutscher Schriftsteller
- Emanuel Ammon (* 1950), Schweizer Fotograf
- Fabian Ammon (* 1985), deutscher Fußballspieler
- Frieder von Ammon (* 1973), deutscher Germanist
- Friedrich von Ammon (1791–1855), deutscher protestantischer Theologe
- Friedrich von Ammon (Generalleutnant) (1847–1927), preußischer Generalleutnant
- Friedrich August von Ammon (1799–1861), deutscher Mediziner
- Friedrich Ferdinand von Ammon (1794–1874), deutscher Jurist und Parlamentarier
- Georg Ammon (Pädagoge) (1861–1929), deutscher Gymnasialprofessor und Klassischer Philologe
- Georg von Ammon (1869–1937), deutscher Vizeadmiral
- Georg Gottlieb Ammon (1773–1839), deutscher Pferdezüchter und Autor
- Günter Ammon (1918–1995), deutscher Psychoanalytiker und Akademiegründer
- Hans Ammon (1901–1941), deutscher Kommunist und antifaschistischer Widerstandskämpfer
- Hans-Christoph Ammon (* 1950), deutscher General
- Hans-Jürgen Ammon (* 1947), deutscher Fußballspieler
- Helmut Ammon (1898–1976), deutscher Ministerialbeamter
- Herbert Ammon (* 1943), politischer Publizist
- Hermann Ammon (* 1933), deutscher Pharmakologe und Pharmazeut
- Johann Ammon (Verleger) († 1656), deutscher Verleger
- Johann Ammon (Bildhauer) (1657–nach 1741), deutscher Bildhauer, Stuckateur, Steinmetz und Baumeister
- Johann Georg Ferdinand von Ammon (1761–1814), preußischer Beamter
- Johann Georg Heinrich von Ammon (1760–1836), preußischer Beamter
- Johann Ludwig Ammon (1723–1772), deutscher Brauer und Mälzer, Numismatiker und Schriftsteller in Bayern
- Johann Wilhelm Ammon, Buchhändler und Verleger, 2. Hälfte des 17. Jahrhunderts
- Karl von Ammon (1835–1903), deutscher Berghauptmann
- Karl Wilhelm Ammon (1777–1842), deutscher Tierarzt
- Lina Ammon (1889–1969), deutsche Politikerin (SPD)
- Ludwig von Ammon (1850–1922), deutscher Geologe
- Manfred Ammon (* 1944), deutscher Basketballspieler
- Margarete Ammon (1922–2022), deutsche Unternehmerin und Stifterin
- Maria Ammon (* 1948), deutsche Psychologin und Psychotherapiewissenschaftlerin
- Meret Ammon, Pseudonym von Myriane Angelowski (* 1963), deutsche Schriftstellerin
- Michael Ammon (* 1988), deutscher Koch
- Nicola Ammon (* 1974), deutsche Basketballspielerin
- Noland Ammon (* 1996), US-amerikanischer Schauspieler
- Otto Ammon (Autor) (1842–1916), deutscher Redakteur und Sozialanthropologe
- Otto Ammon (Landrat) (1927–2013), deutscher Kommunalpolitiker (CSU)
- Peter Ammon (Fotograf) (* 1924), Schweizer Fotograf
- Peter Ammon (* 1952), deutscher Diplomat
- Philipp Jacob Ammon (1854–1899), Journalist und Botaniker
- Samuel Ammon (Medailleur) (vor 1580–1622), aus der Schweiz stammender Stempelschneider und Medailleur in Danzig
- Samuel Ammon (Verleger) (Julius Samuel Ammon; vor 1661–1707), Kurfürstlich Braunschweig-Lüneburgischer Hofbuchdrucker und Verleger von Leibniz
- Sebastian von Ammon (* 1968), deutscher Jurist und Staatssekretär
- Stefka Ammon (* 1970), deutsche Bildhauerin
- Therese Ammon (1877–1944), österreichische Politikerin der Sozialdemokratischen Arbeiterpartei Österreichs
- Ulrich Ammon (1943–2019), deutscher Linguist
- Wilhelm von Ammon (1903–1992), deutscher Landgerichtsdirektor (NSDAP)
- Wolfgang Ammon (1540–1589), Pfarrer, Geistlicher, Lieddichter und Lyriker